# Kampong Chhnang (ville)
Pour les articles homonymes, voir Kampong Chhnang.
Kampong Chhnang (en khmer : កំពង់ឆ្នាំង) est une ville cambodgienne, chef-lieu de la province homonyme.
Elle est située sur la nationale 5 qui relie Phnom Penh à Battambang, à une centaine de kilomètres au nord-ouest de la capitale du pays. C’est aussi un port sur la rivière Tonlé Sap, en aval du lac du même nom.
Elle a su garder un certain charme, notamment avec les bâtisses de style colonial des vieux quartiers et les maisons sur pilotis près du port, avec des villages flottants à proximité et les marchés où sont vendues les poteries fabriquées dans les villages environnants. C’est enfin une étape pour certains des bateaux qui font la liaison entre Phnom Penh et Siem Reap.

## Personnalité associée à la commune
- Chaufea Veang Thiounn, Ministre du Palais, des Finances et des Beaux-Arts sous le Protectorat français du Cambodge, né à Kampong Chhnang le 8 avril 1864.
- Pal Vannarirak, écrivaine, scénariste, parolière, née à proximité de Kampong Chhnang en 1954.